# 杨绪灿
杨绪灿（1920年—？），男，四川广安人，中国工程力学教育家，曾任重庆大学副校长、教授，四川省力学学会副理事长，中国力学学会理事。